# البردة النبوية

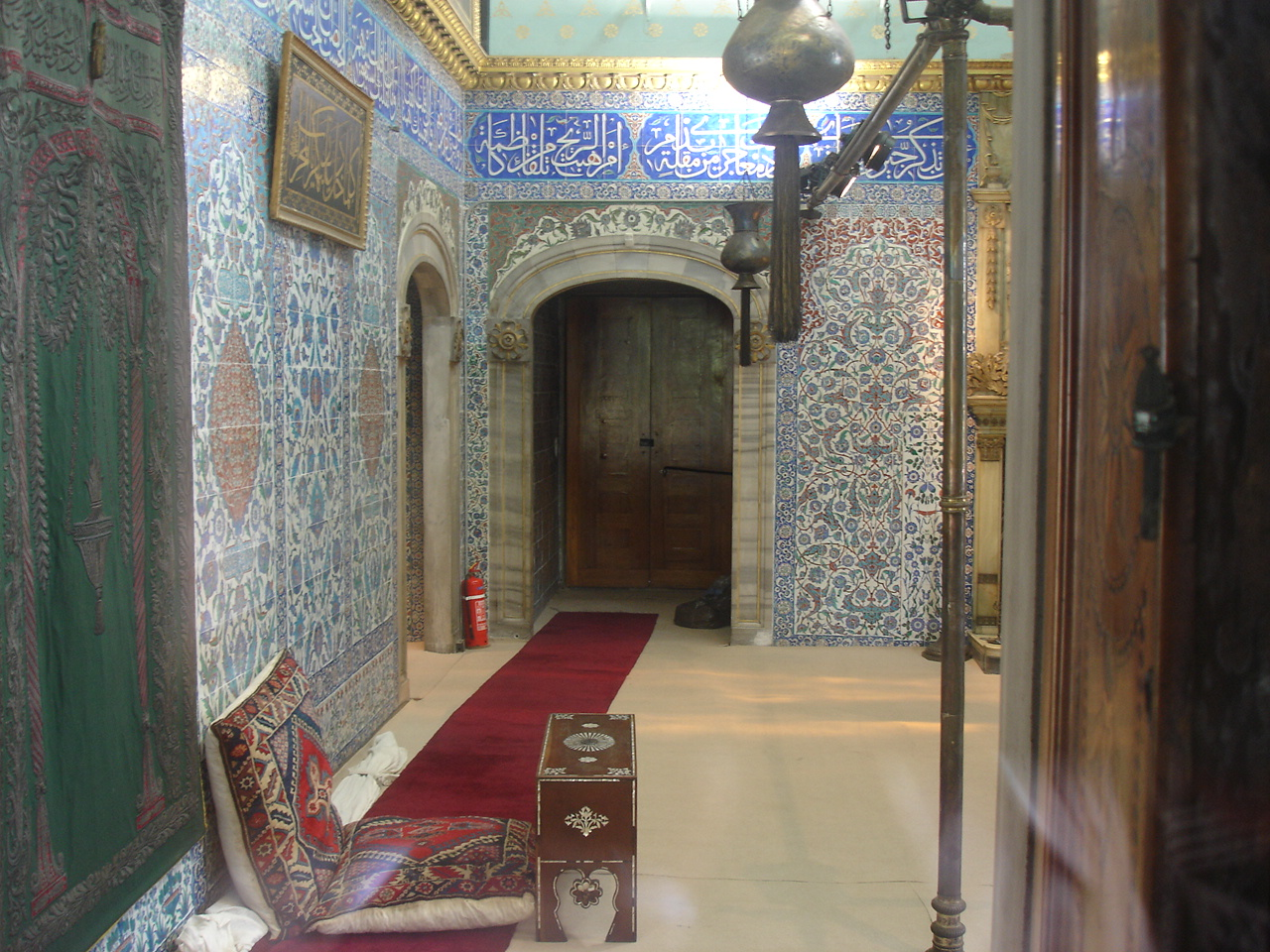
غرفة الأمانات المقدّسة في متحف الباب العالي في أسطنبول، والتي تُوجد فيها بردة منسوبة للنبي محمد

بُردة منسوبة للنبي محمد موجودة في "جامع البردة الشريفة" في أسطنبول، والتي أهداها النبي للتابعي أويس القرني

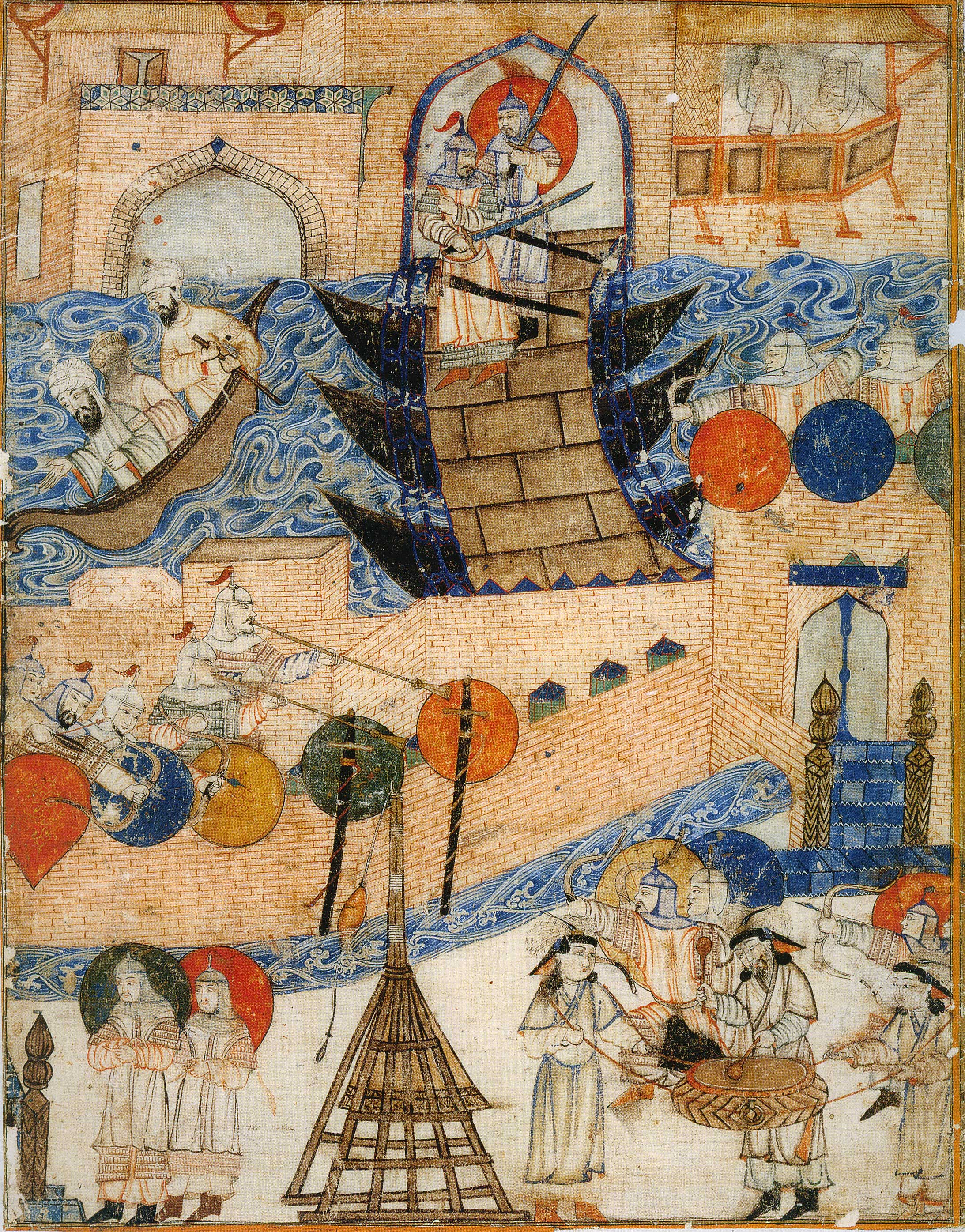
رسم لقوات هولاكو عند اقتحامهم بغداد، وحرقه للبردة الشريفة والتي كان يرتديها الخليفة المستعصم بالله

بردة النبى أو البردة الشريفة هي بردة النبي محمد، والتي كان يلبسها خلفاء الدولة ألاموية و الدولة العباسية من بعده في المواكب والأعياد. والبُردة كساء يُلتحف به.

## نبذة
هي كِسَاءٌ مُخَطَّط يُلْتحف به كانت للرسول محمد أهداها إلى الشاعر كعب بن زهير. وقد اعتبرت من (الأمانات المقدسة). فكعب بن زهير الذي لم يكن راضيًا عن إسلام أخيه «بجير»، كان قد نظم أشعارًا يهجو فيها الإسلام والرسول "".وبعد أن قُدر للمسلمين فتح مكة أُهدر دم كعب بن زهير.وبعد ذلك ذهب كعب إلى المدينة خفية وقد اطمئن قلبه للإسلام وشعر بالندم على ما فعل، وخرج في مجلس به رسول الله وأصحابه دون أن يُعَرف نفسه، وعندما أيقن أن محمد "" سوف يعفو عنه عرفه بنفسه وكتب قصيدة البردة، وهي قصيد شعرية يمدح فيها رسول الله وقد أعجب بها محمد "" كثيرًا، وخلع بردته من فوق ظهره الشريف وأهداها لكعب بن زهير.وقد أراد معاوية بن أبى سفيان أن يشترى هذه البردة. وعرض عليه عشرة آلاف درهم إلا أن كعب بن زهير رفض بيعها له. ولكن بعد وفاة كعب اشتراها معاوية مقابل عشرين ألف درهم. وهذه البردة الشريفة التي تعاقب على توارثها الأمويين والعباسيين، قد تم الاحتفاظ بها في مصر لفترة، كما كان يرتديها الخلفاء العباسيين في بعض الاحتفالات.

## صفتها
قال ابن الأثير في صفتها أنّها كانت «شملة (وهو لباس يُتَغَطَّى به ويُتَلَفَّف به) مخططة، وقيل كساء أسود مربّع فيه صغر». وذكر أحمد بن حنبل عن عروة بن الزبير: «أن ثوب رسول الله الذي كان يخرج فيه للوفد رداء حضرمي طوله أربعة أذرع، وعرضه ذراعان وشبر».

## المواصفات الفيزيائية
البردة ذات ذراع فضفاض بطول 1,24 م ومصنوعة من قماش صوفي يميل إلى اللون الأسود. والجزء الداخلي مبطن بقماش سميك من الصوف ذو اللون الكريمى، وينقصها رقعة قماش بمساحة 30×30 سم في الواجهة الأمامية ناحية اليمين. والبردة غير المكتملة حُفظت ولُفت في لفافة قماش داخل صندوق ذهبي بغطاء مزدوج مفتوح وأبعاده هي 57×45× 21 سم. وهي موجودة منذ عام 1962م في متحف طوب قابو سراى ومتاحة لزيارة العامة.
والبردة الشريفة هي برده آخرى لرسول الله ""

## ما ورد من أحاديث وآثار في البردة
- عَن عائشةَ، رضيَ اللَّهُ عنها، قالت: صنَعتُ لرسولِ اللَّهِ صلَّى اللَّهُ علَيهِ وسلَّمَ بُردةً سَوداءَ، فلَبسَها، فلمَّا عَرِقَ فيها وجدَ ريحَ الصُّوفِ، فقذفَها قالَ: وأحسبُهُ قالَ: وَكانَ تُعجبُهُ الرِّيحُ الطَّيِّبةُ[4]
- كان يلبس يوم العيد بردة حمراء[5]
- كان يلبس برده الأحمر في العيدين والجمعة[6]

## وصولها للعباسيين
اختلف علماء التاريخ في كيفية وصول بردة النبي محمد إلى خلفاء الدولة العباسية وذلك بسبب وجود بردتين للنبي تركهما بعد وفاته، فاختلفوا في التي صارت لخلفاء الدولة العباسية. فحكى الماورديّ عن أبان بن تغلب أن النبيّ محمد كان قد وهبها لكعب بن زهير حين امتدحه بقصيدته  المُسماة بالبردة، فاشتراها منه معاوية بن أبي سفيان. وفي رواية أخرى أن كعبًا لم يسمح ببيعها لمعاوية، وقال: «لم أكن لأوثر بثوب رسول الله ﷺ أحدًا». فلما مات كعب اشتراها معاوية من ورثته بعشرة آلاف درهم، وورثها خلفاء الدولة العباسية من بعده. وأكثر المؤرخين على هذا الرأي.
والرأي الآخر ذكره الماوردي وابن كثير والذهبي أنّ هذه البردة كان النبيّ محمد أعطاها لأهل أيلة مع كتابه الذي كتب لهم أمانًا لهم، فاشتراه أبو العباس السفاح (أوّل خلفاء الدولة العباسية) بثلاثمائة دينار. وقيل بل أخذها من أهل أيلة عبد الله بن خالد بن أبي أوفى وهو عامل من قبل مروان بن محمد (آخر خلفاء الدولة الأموية) وبعث بها إليه، وكانت في خزانته حتّى أخذت بعد قتله. قال السيوطي: «قلت فكانت التي اشتراها معاوية فُقدت عند زوال دولة بني أمية»، وقال الكرماني: «وقيل كُفّن فيها معاوية».

## مصيرها
بقيت بردة النبي محمد عند خلفاء الدولة العباسية في بغداد إلى أن انتزعها السلطان سنجر السّلجوقيّ من الخليفة المسترشد بالله، ثم أعادها إلى الخليفة المقتفي لأمر الله عند ولايته في سنة 535 هـ. فبقيت بعدها في خزائن العباسيين إلى حين نهاية الدولة العباسية سنة 656 هـ على يد المغول. وذكر السيوطي بأنّ البردة كانت مع الخليفة المقتدر بالله حين قُتل سنة 320 هـ، وتلوثت بالدم.
وفي ذكر فقدان البردة، ذكر القرماني أن هولاكو لما غزا بغداد سنة 656 هـ خرج إليه الخليفة المستعصم بالله وعليه البردة مع جمع من العلماء والأعيان بغية مصالحة هولاكو، إلا أنه غدر به وقتله، وأخذ منه البردة وجعلها في طبق من نحاس وأحرقها وذرّ رمادها في نهر دجلة. قال السيوطي: «وأظن أنها فُقدت (أي البردة) في فتنة التتار فإنّا لله وإنا إليه راجعون».

## في العصر الحالي
في العصر الحديث يُوجد بردة سوداء اللون منسوبة للنبي محمد محفوظة في صندوق من ذهب ضمن الأمانات المقدّسة والموجودة في متحف الباب العالي في أسطنبول، والتي ذكر القرماني في كتابه «أخبار الدول» بأنّ البردة التي كانت عند العباسيين هي بردة أيلة لا بردة كعب، وقال: «أن بردة كعب أظن أنّها التي وصلت لسلاطين آل عثمان، فهي اليوم يتباركون بها ويسقون ماءها لمن به ألم فيبرأ بإذن الله». واتخذ لها السلطان مراد خان صندوقًا من ذهب فوضعه فيها.
كما يُوجد بردة أخرى صفراء اللون محفوظة في «جامع البردة الشريفة» أو «مسجد الخرقة الشريفة» في أسطنبول تُعرض للزوّار في شهر رمضان من كل عام. والتي يُروى بأنّها البردة التي أوصى بها النبي محمد للتابعي أويس القرني. وقد تعرّض بعض أجزاء البُردة للتلف بسبب طريقة الحفظ التي كانت متبعة، وهو ما دفع المشرفين عليها لترميمها وحفظها بوسائل حديثة، وقد اكتشف المرمّمون خلوّ البردة من أي نوع من الميكروبات عكس عمامة وحزام أويس القرني رغم حفظها جميعًا في الصندوق نفسه.